# Ulhasnagar
Ulhasnagar is een stad in de deelstaat Maharashtra in het westen van India, zo'n 50 kilometer ten noordoosten van Mumbai en 25 kilometer oosten van Thane. Bij de volkstelling van 2011 had Ulhasnagar 506.098 inwoners.